# Pegangsaan Dua
Pegangsaan Dua is een kelurahan van het onderdistrict Kelapa Gading in het noorden van Jakarta, Indonesië.